# Звуки музыки (мюзикл)
«Звуки музыки» (англ. The Sound of Music) — мюзикл Ричарда Роджерса и Оскара Хаммерстайна II на либретто Ховарда Линдси и Рассела Крауза. Написан по мотивам автобиографии Марии фон Трапп «The Story of the Trapp Family Singers».
Премьера оригинальной бродвейской постановки в театре «Лант-Фонтэнн», с Мэри Мартин и Теодором Бикелем в главных ролях, состоялась 16 ноября 1959 года. Спектакль выдержал 1443 представления и выиграл 5 премий «Тони», в том числе за лучший мюзикл.
«Звуки музыки» стал последним мюзиклом авторского дуэта Роджерса и Хаммерстайна. Через 9 месяцев после бродвейской премьеры Хаммерстайн скончался от рака.
В 1965 году на экраны вышел поставленный по мюзиклу одноимённый фильм с Джули Эндрюс и Кристофером Пламмером в главных ролях. Этот фильм завоевал пять премий «Оскар».

## Музыкальные номера
Акт I
- «Preludium» — монахини
- «The Sound of Music» — Мария
- «Maria» — сестра Берта, сестра София, сестра Маргарита и матушка-настоятельница
- «My Favorite Things» — Мария и матушка-настоятельница
- «My Favorite Things» (reprise 1) — Мария
- «Do-Re-Mi» — Мария и дети
- «Sixteen Going on Seventeen» — Рольф и Лизль
- «The Lonely Goatherd» — Мария и дети
- «The Lonely Goatherd» (reprise) — Гретль
- «How Can Love Survive» — Макс и Эльза
- «The Sound of Music» (reprise) — Мария, капитан и дети
- «Ländler» (instrumental)
- «So Long, Farewell» — дети
- «Morning Hymn» — монахини
- «Climb Ev'ry Mountain» — матушка-настоятельница

Акт II
- «My Favorite Things» (reprise 2) — Мария и дети
- «No Way to Stop It» — Эльза, Макс и капитан
- «An Ordinary Couple» — Мария и капитан*
- «Gaudeamus Domino» — монахини
- «Maria» (reprise) — монахини
- «Confitemini Domino» — монахини
- «Sixteen Going on Seventeen» (reprise) — Мария и Лизль
- «Do-Re-Mi» (reprise) — Мария, капитан и дети**
- «Edelweiss» — капитан
- «So Long, Farewell» (reprise) — Мария, капитан и дети
- «Finale Ultimo» — монахини

Примечания
- Список соответствует оригинальной бродвейской постановке 1959 года.
- * Иногда заменяется на «Something Good» — песню, написанную Ричардом Роджерсом для фильма 1965 года.
- ** В бродвейской версии 1998 года (revival) была заменена на «The Lonely Goatherd».
- В некоторых постановках «My Favorite Things» исполняется после «Sixteen Going on Seventeen» в сцене грозы, а «The Lonely Goatherd» перенесена оттуда в сцену концерта.
- Многие постановки также включали исполнение песни Сола Чаплина «I Have Confidence» и написанной Ричардом Роджерсом для киноадаптации песни «Something Good».

## Главные персонажи
- Мария Августа Райнер, послушница в Ноннбергском аббатстве, круглая сирота, но очень веселая и честная девушка, 21 года от роду
- Капитан Георг фон Трапп, барон, истинный аристократ и храбрый офицер, большой патриот Австрии, после смерти жены оставшийся один на один с проблемой воспитания семерых детей
- Макс Детвайлер, друг капитана фон Траппа, музыкальный импресарио и продюсер, всякий раз подчеркивающий, что искусство должно быть вне политики
- Матушка-настоятельница Ноннбергского аббатства, очень мудрая женщина
- Эльза Шредер, «богатая и утончённая» потенциальная невеста фон Траппа, вдова с громадным состоянием
- Рольф Грубер, 17-летний нацистский курьер, влюблённый в Лизль
- Сестра Берта, руководительница новообращенных монахинь
- Сестра Маргарита, руководительница послушниц
- Сестра София, сестра в монастыре
- Франц, дворецкий капитана фон Траппа, скрыто симпатизирует нацистам
- Фрау Шмидт, домоправительница капитана фон Траппа, с одной стороны не понимающая, зачем гувернантке много платьев, а с другой стороны сочувствующая детям капитана, что они "не играют, а маршируют"
- Дети:
  - Лизль фон Трапп, 16 лет, по словам Марии, выглядит уже зрелой девушкой, которой нужна не гувернантка, а подруга
  - Фридрих фон Трапп, 14 лет, наследник титула с соответствующим воспитанием, но "невозможный!!!" по словам одной из бывших гувернанток, имеет не по годам взрослые взгляды на жизнь
  - Луиза фон Трапп, 13 лет, с виду незаметная, но на деле очень смелая, способна забраться на второй этаж отцовского особняка по веревке
  - Курт фон Трапп, 10—11 лет, самый активный из детей, старающийся быть похожим на отца
  - Бригитта фон Трапп, 9 лет, интровертная девочка, много читает
  - Марта фон Трапп, 6—7 лет, слегка картавит из-за смены зубов
  - Гретль фон Трапп, 5 лет, младший ребёнок, может показаться, что плохо говорит, но на деле просто стесняется